# Rio Grohotişul (Boia Mare)
O Rio Grohotişul é um rio da Romênia, afluente do Boia Mare, localizado no distrito de Vâlcea.